# Puig Escaleró
El Puig Escaleró és una muntanya de 1.167 metres que es troba al municipi d'Albanyà, a la comarca catalana de l'Alt Empordà.